# Mimosthenias simulans
Mimosthenias simulans – gatunek chrząszcza z rodziny kózkowatych i podrodziny zgrzypikowych. Jedyny przedstawiciel rodzaju Mimosthenias.

## Zasięg występowania
Afryka Zachodnia i Środkowa, notowany w Sierra Leone oraz Demokratycznej Republice Konga.